# Трудова реабілітація
Трудова́ реабіліта́ція, або професійно-трудова реабілітація — система заходів, розроблених з урахуванням схильностей, фізичних, розумових і психічних можливостей особи і спрямованих на оволодіння трудовими навичками забезпечення трудової діяльності та адаптацію у виробничих умовах, у тому числі шляхом створення спеціальних чи спеціально пристосованих робочих місць. Трудова реабілітація є кінцевою метою усіх видів реабілітації (медичної, соціальної, психологічної і т. д.).
У широкому розумінні — це багатофакторний і особистісно зорієнтований систематичний процес, який спрямовується на усунення обмежень у професійно-трудовій орієнтації, відновлення фізичного, психічного або соціального здоров'я, а також підвищення соціального статусу тих осіб, що потребують адаптації шляхом сприяння їх соціалізації у трудовій сфері.
Головним завданням трудової реабілітації є усунення або зменшення обмежень в трудовій діяльності.
Головними складовими трудової реабілітації є:
- професійний відбір,
- професійна перепідготовка,
- перекваліфікація, що спрямовуються на працевлаштування осіб як у звичайних виробничих умовах, так і в спеціально створених.[3]

За індивідуальною програмою з трудової реабілітації, яка є обов'язковою для складння, передбачено визначення професій і спеціальностей, що доступні за станом здоров'я, створення робочого місця з урахуванням безпеки та особливих потреб реабілітації. Програма також передбачає раціональне працевлаштування і психологічну підтримку в процесі професійної адаптації до виробничих умов, а також використання спеціальних пристосувань або одягу, необхідного у зв'язку з характером її обмежених можливостей.